# 馬可·岡薩雷斯
馬可·艾里亞斯·岡薩雷斯（英語：Marco Elias Gonzales，1992年2月16日—），為美國職棒大聯盟的投手，目前為自由球員。他先前曾效力過紅雀、水手與海盜等隊，他在2014年登上大聯盟，2016年因為動了湯米·約翰手術而整季報銷。

## 職業生涯

### 聖路易紅雀
2013年美國職棒大聯盟選秀，岡薩雷斯在第一輪19順位被紅雀隊選走。他以185萬美元成功加盟紅雀。

#### 2014年
6月25日，因為Jaime Garcia受傷，因此球隊將人仍在2A的岡薩雷斯拉上大聯盟。他在生涯首打席就敲出二壘安打，投球方面主投5局失5分無關勝敗。他也成為球隊繼1998年後，第一位從2A跳級直升大聯盟的投手。
8月30日，岡薩雷斯拿下大聯盟首勝。這年他拿下4勝2敗，防禦率4.15。紅雀在這年順利打進季後賽，岡薩雷斯也成功入選季後賽出賽名單內。他在分區賽以後援身分出賽2場，並都成功拿下勝投。後來他在國聯冠軍賽也有登板，不過投了3局失3分，最終紅雀遭到巨人淘汰。12月份，岡薩雷斯獲選為小聯盟年度最佳投手獎。

#### 2015年
這年岡薩雷斯主要受肩傷所苦，他在小聯盟僅拿下1勝4敗，防禦率5.20。他在9月份擴編再次登上大聯盟，不過他在球季初次先發投不到3局就掉了4分。儘管如此，《棒球美國》仍將他評為紅雀隊上第五出色的新秀。

#### 2016年
4月13日，岡薩雷斯因為左手肘尺骨附屬韌帶撕裂傷，因此進行尺骨附屬韌帶重建術導致球季報銷。

#### 2017年
他在6月13日被叫上大聯盟，並在面對釀酒人的雙重賽中登板。這也是他睽違快兩年的初次先發。

### 西雅圖水手

#### 2017年
7月21日，紅雀隊將他交易至水手隊，換來泰勒·歐尼爾。他在8月6日完成在水手隊的初次登板，他先發面對皇家隊主投4局失5分，送出5次三振。這年他在水手隊先發7場比賽，拿下1勝1敗，防禦率5.40。

#### 2018年
在春訓投出1勝1敗，防禦率2.08的成績後，岡薩雷斯入選水手隊的4號先發。6月29日，他面對皇家隊投滿9局僅失1分拿下生涯首次完投勝。他在上半季投出10勝5敗，防禦率3.41，不過他到了下半季表現有些走樣，只拿下3勝4敗，防禦率5.23。

#### 2019年
這年水手隊的開幕戰於東京巨蛋舉行，岡薩雷斯再度擔綱開幕戰先發。這也是水手隊近10年來由「國王」費利克斯·赫南德茲以外的投手擔任開幕戰先發，而岡薩雷斯也以6局失4分奪勝。他也是這年水手隊唯一一位表現算穩定的投手，他拿下16勝13敗，防禦率3.99。

#### 2020年
這年岡薩雷斯再次擔任開幕戰先發，他面對太空人主投4+1⁄3局失3分，最終球隊獲勝。而這場先發也是他整季投最短局數的一場先發，其中他在8月31日更是再次投出完投勝。這年他拿下7勝2敗，防禦率3.10。

## 個人生活
岡薩雷斯的父親法蘭克曾於1989年大聯盟選秀會上被老虎隊選中，後來他在小聯盟打了10年球，目前在洛磯隊的1A球隊擔任投手教練。而岡薩雷斯的哥哥艾力克斯高中時也曾打過棒球隊。
岡薩雷斯從小就是洛磯隊的球迷，他於2015年結婚，目前定居在西雅圖。

## 外部連結
- 球員資訊和成績在MLB ，ESPN ，Retrosheet ，Baseball Reference ，Baseball Reference (Minors) ，Fangraphs ，The Baseball Cube （英文）
- 馬可·岡薩雷斯的X（前Twitter）